# 東海医療福祉専門学校
東海医療福祉専門学校（とうかいいりょうふくしせんもんがっこう）は、愛知県みよし市三好丘旭三丁目に所在した私立専修学校。

## 概要
運営母体は学校法人セムイ学園。共通の学校法人が運営する系列校に東海歯科医療専門学校、東海医療工学専門学校、東海医療科学専門学校がある。医療・福祉系の国家資格に特化して養成を行っている。
2008年（平成20年）4月に愛知県名古屋市中区丸の内より現在地に移転したが、2018年（平成30年）3月に閉校となった。

## 設置コース（閉校時）
全学科大卒対象。卒業証明書等の事務は東海医療科学専門学校に承継された。
- 社会福祉科（昼間1年課程）
- 社会福祉科（通信1年10ヵ月課程）
- 精神保健福祉科（昼間1年課程）
- 精神保健福祉科（通信1年6ヵ月課程）

## 取得受験資格
- 社会福祉士
- 精神保健福祉士

## 所在地
- 愛知県みよし市三好丘旭三丁目1番地3